# Schlacht an der Lisaine

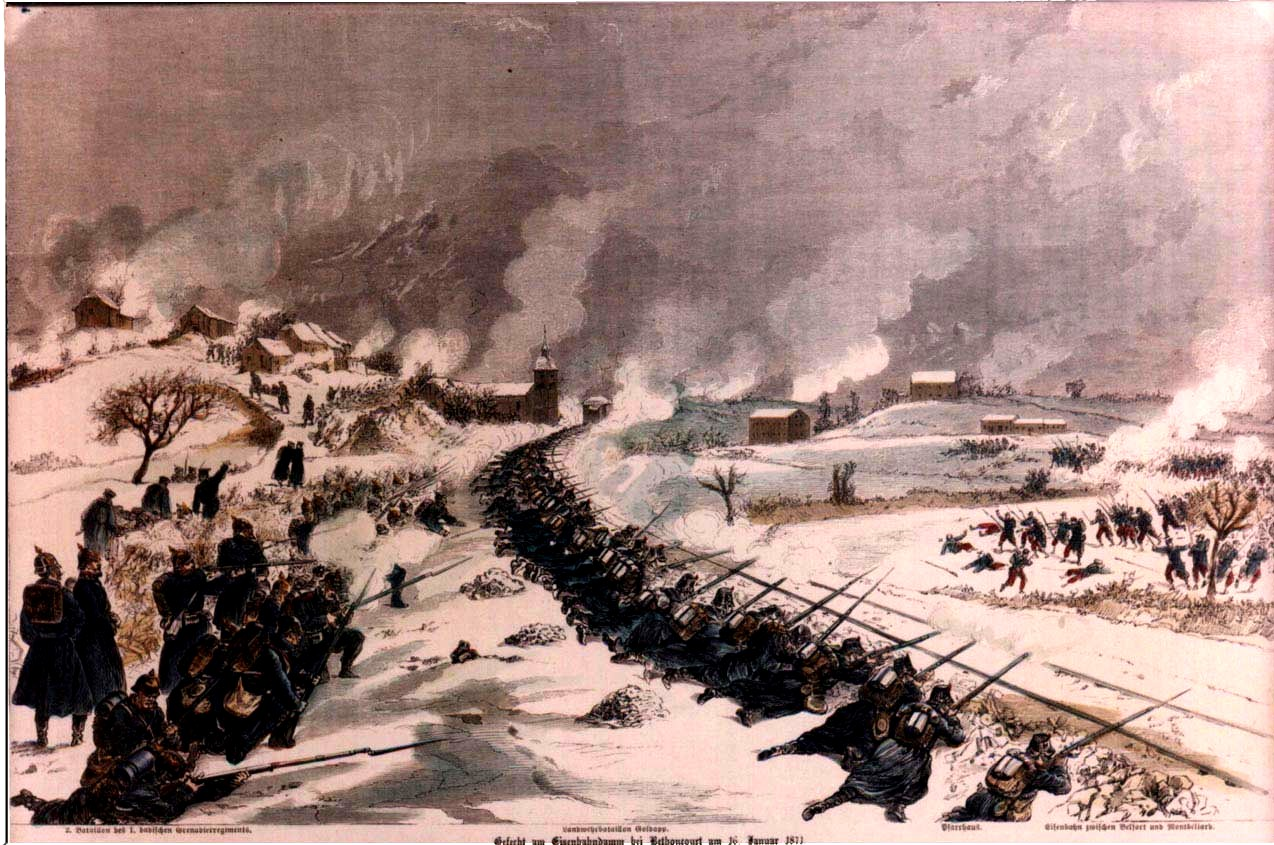
Schlacht an der Lisaine

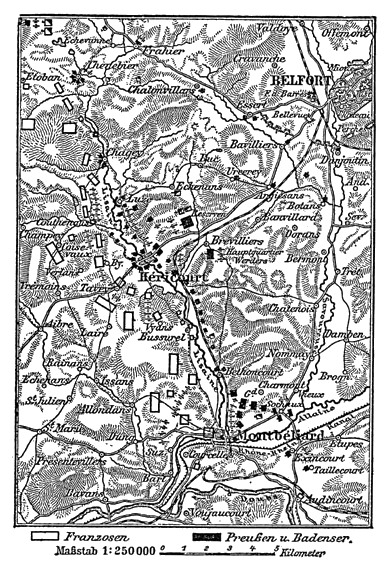

Weißenburg – Spichern – Wörth – Colombey – Straßburg – Toul – Mars-la-Tour – Gravelotte – Metz – Beaumont – Noisseville – Sedan – Sceaux – Chevilly – Bellevue – Artenay – Châtillon – Châteaudun – Le Bourget – Coulmiers – Amiens – Beaune-la-Rolande – Villepion – Loigny und Poupry – Orléans – Villiers – Beaugency – Nuits – Hallue – Bapaume – Villersexel – Le Mans – Lisaine – Saint-Quentin – Buzenval – Paris – Belfort
Die Schlacht an der Lisaine (französisch Bataille d’Héricourt) fand vom 15. bis 17. Januar 1871 in der Nähe von Belfort während des Deutsch-Französischen Krieges zwischen dem deutschen XIV. Korps unter General August von Werder und der französischen Ostarmee unter General Charles Bourbaki statt. In einigen Quellen wird sie auch als „Schlacht bei Belfort“, „Schlacht bei Héricourt“ oder „Schlacht bei Montbéliard“ bezeichnet.

## Ausgangssituation
Nach dem Fall der Festung Straßburg wurde das deutsche XIV. Korps unter dem Kommando des Generals Graf von Werder damit beauftragt, die elsässischen Festungen einzunehmen. Die deutschen Verbände waren bis nach Dijon vorgestoßen, das nach kurzen Kämpfen am 31. Oktober 1870 erobert worden war. Schlettstadt wurde am 24. Oktober 1870 und Verdun am 9. November eingenommen. Neu-Breisach und das Fort Mortier kapitulierten nach neuntägigem Beschuss am 10. November 1870.

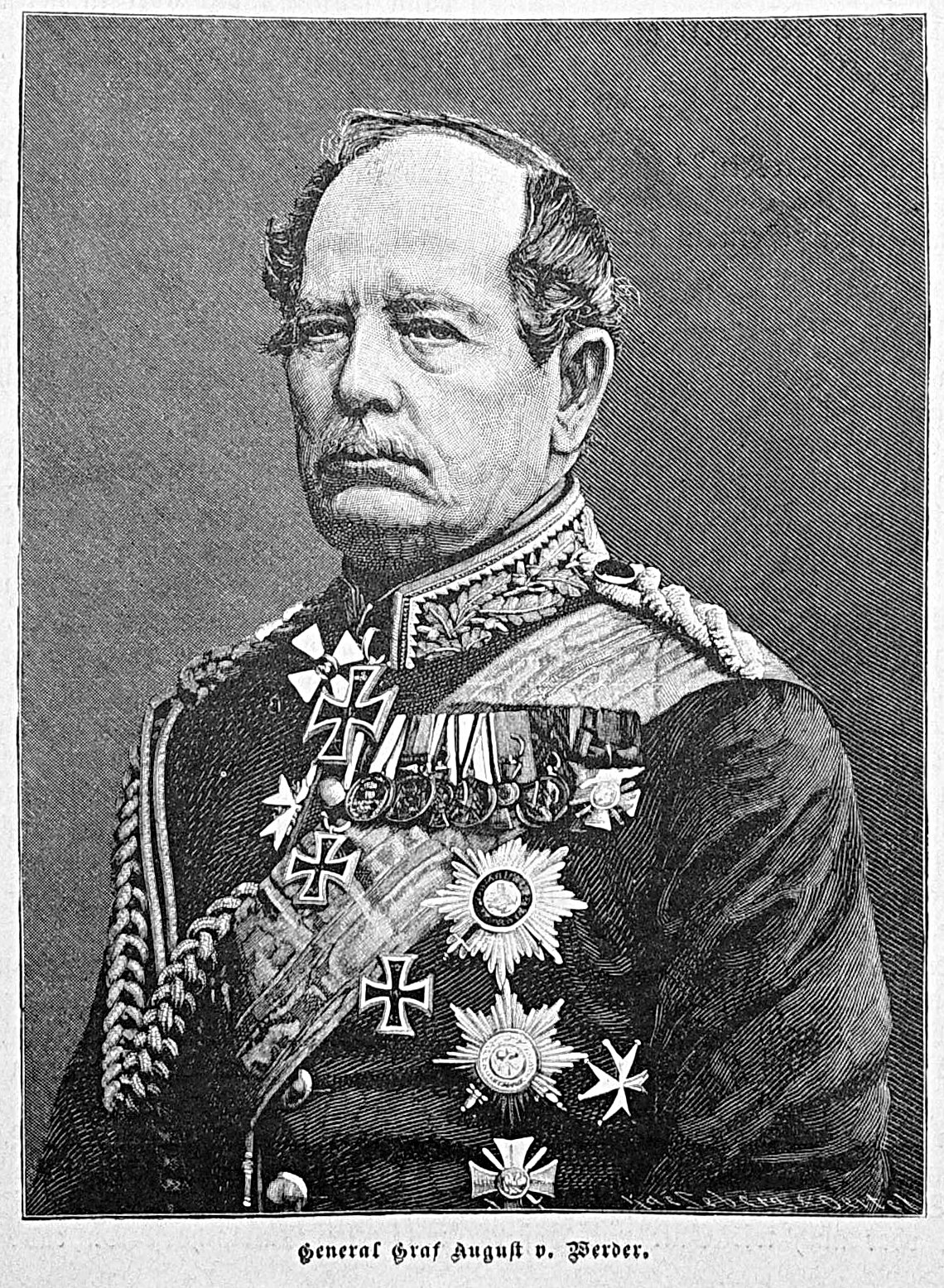
Graf August von Werder

Die Belagerung von Belfort begann am 26. November 1870 durch die 1. Reserve-Division (Generalleutnant von Treskow) und hielt bis zum 18. Februar 1871 an. 
Eine nach der Schlacht von Orléans aus Teilen der Loirearmee neu gebildete französische Armee unter General Bourbaki wurde in der Gegend von Bourges gesammelt. Mit dieser Armee sollte der Hauptschlag einer koordinierten Offensive geführt werden. Gleichzeitig sollte ein Ausfall in Paris erfolgen und von Norden und Westen auf Paris koordinierte Angriffe durchgeführt werden. Dieser von Charles de Freycinet stammende Plan wurde am 19. Dezember endgültig beschlossen, schon am 20. wurden seine Ziele von der Pariser Zeitung Le Moniteur Universel veröffentlicht und damit die Geheimhaltung als wesentliche Vorbedingung für das Gelingen verletzt.
Ziel des französischen Angriffs im Osten war es, Dijon einzunehmen und die Festungen Belfort und Langres zu entsetzen. Damit wären die deutschen rückwärtigen Verbindungen durchschnitten worden. Dies hätte die Versorgung der deutschen Einheiten bei Paris erschwert, da die einzige zu diesem Zeitpunkt verfügbare Bahnlinie Paris – Straßburg bei Nancy unterbrochen worden wäre.
Strategisches Ziel war die Vereinigung mit der Nordarmee von General Faidherbe. Unterstützung erhielt die Ostarmee dabei durch die Vogesenarmee Garibaldis.
Die Ostarmee bestand aus ca. 140.000 Soldaten mit 300 Geschützen. Den Kern der Armee bildeten das XV. (General Martineau des Chenez) das XVIII. (General Billot) und das XX. Korps (General Clinchant). Nach dem Einsatz in der Gefecht bei Nuits kam auch die selbständige Division Crémer hinzu. Auch das neu aufgestellte XXIV. Korps (General Bressolles) und die als Armeereserve dienende Marine-Hilfsdivision des Fregattenkapitäns Pallu de la Barrière wurden bald Teil der Armee. Alle diese Verbände waren in großer Eile zusammengestellt worden mit entsprechenden Schwierigkeiten bei der Ausbildung, Führung und Ausrüstung. Die bereits kampferfahrenen Teile der Armee hatten in den Gefechten an der Loire schwere Verluste hinnehmen müssen und befanden sich seit über zwei Monaten ununterbrochen im Einsatz.

## Aufmarsch zur Schlacht

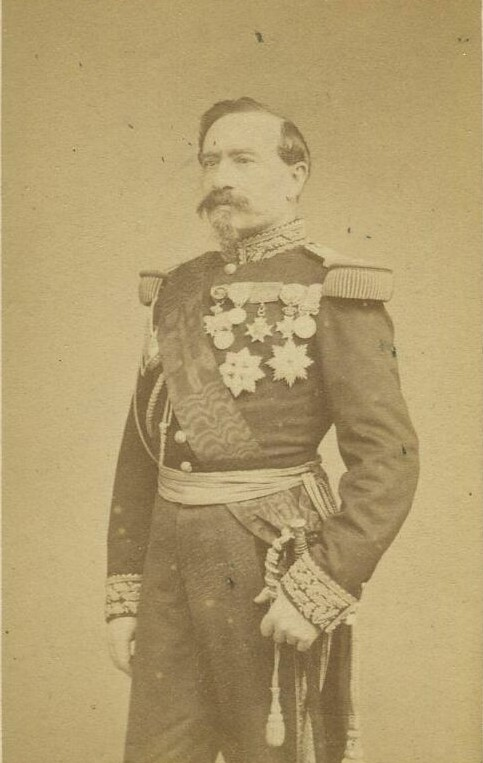
General Charles Bourbaki

Der Vormarsch Bourbakis gegen Belfort zwang General von Werder zum Rückzug von Dijon am 27. Dezember und zur Verlegung der Truppen nach Vesoul. Als Verstärkung wurde die verstärkte Brigade unter Goltz aus der Belagerung von Langres abgezogen. Am 9. Januar 1871 kam es zwischen dieser Brigade, der 4. Reservedivision und den Franzosen zum Gefecht bei Villersexel. Dabei erkannten die preußischen Verbände die Stärke und Zusammensetzung der Ostarmee. Daraufhin wurden erhebliche deutsche Verstärkungen in Marsch gesetzt, die aber bis auf einige Verbände aus der Reserve in Süddeutschland nicht mehr rechtzeitig vor Ort sein konnten. Die Anzahl der deutschen Truppen in diesem Gebiet betrug mit dieser Verstärkung ca. 43.000 Soldaten. Einige französische Quellen nennen 52.000 Soldaten.
General von Werder zog seine Truppen daraufhin in eine feste Stellung westlich von Belfort an der Lisaine zurück. Ziel war es, bis zum Eintreffen der Verstärkungen die Belagerung von Belfort aufrechtzuerhalten.
In der zeitgenössischen Berichterstattung, zum Beispiel bei Friedrich Engels in der Pall Mall Gazette Nr. 1854 vom 21. Januar 1871 wurde General Bourbaki vorgeworfen, zu langsam und übervorsichtig taktiert zu haben. Dadurch hätte er seinen Vorteil der zahlenmäßigen Überlegenheit verspielt und den deutschen Verbänden zu viel Zeit für die Absetzung und spätere Vorbereitung auf die Verteidigung gelassen. Die Franzosen waren aber durch den starken Frost – die Temperatur in der Nacht zum 14. Januar fiel auf bis zu minus 17 Grad – und das gebirgige Gelände behindert. Außerdem war der Eisenbahntransport der französischen Truppen in diesem Falle außergewöhnlich schlecht organisiert, sodass es zu einem bis zu zehn Tage dauernden Rückstau vor der Entladestation Clerval kam, was zu Menschen- und Tierverlusten durch Frost führte und die Truppen weiter demoralisierte.

## Truppenaufstellung
Die deutschen Truppen bezogen am Abend des 11. Januar eine durch die Täler der Lisaine und der Allaine westlich von Belfort gebildete Verteidigungsstellung.
Die Linie des XIV. Armee-Korps erstreckte sich südlich von Montbéliard-Héricourt im Süden bis nach Norden bei Frahier-et-Chatebier auf 21 Kilometer Länge. Zur Verstärkung der Verteidigungsstellung an der Lisaine und Allaine wurden 17 Belagerungsgeschütze aus dem Belagerungsring von Belfort herangezogen. 

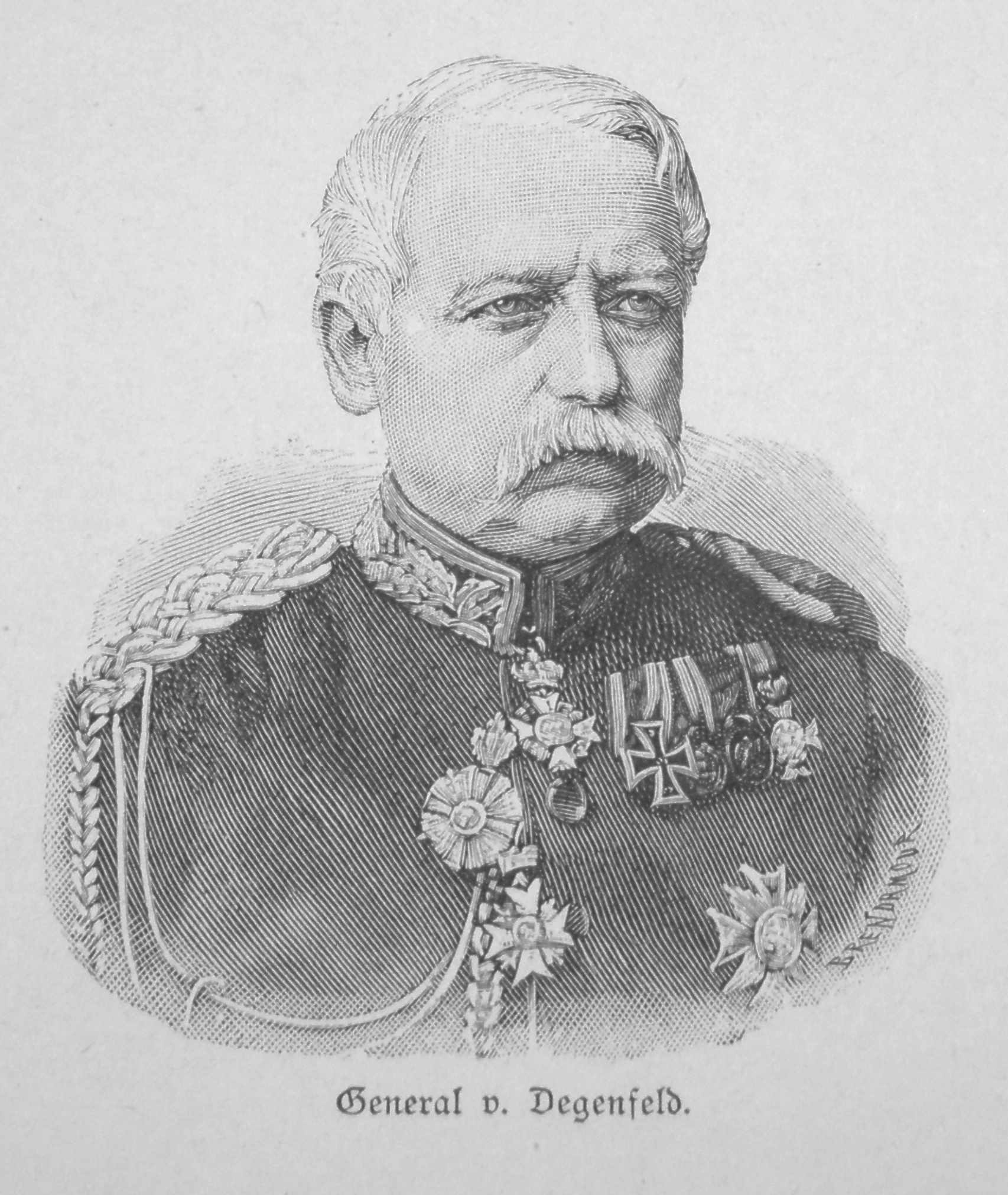
Alfred Ludwig von Degenfeld

- Am rechten Flügel sicherte die 2. badische Brigade (General Alfred von Degenfeld) bei Chenebier, die 1. Brigade (Oberst Rudolf von Wechmar) bei Frahier und die 3. badische Brigade (Generalmajor Adolf Keller) bildete die Reserve.
- Das Detachment Kuno von der Goltz (30. und 34. Regiment, 1 Bataillon des Regiments 111 mit 4 Schwadronen und 5 Batterien) sicherte zwischen  Chagey und Luze. Ein Detachment unter Oberst Karl von Willisen (3 badische Kavallerie-Regimenter, 8 Kompagnien und 2 Batterien) war bei Luze vorgeschoben.
- Die 4. Reserve-Division (General von Schmeling) sicherte den stärksten und wichtigsten Abschnitt bei Hericourt. Der Damm der Eisenbahnlinie von Montbéliard nach Héricourt, welcher der Lisaine folgt, bot eine natürliche Befestigung für die preußischen Einheiten. Die Brücke über der Lisaine bei Héricourt musste erhalten bleiben, weil man dem auf dem westlichen Flussufer gelegenen Mont Mougnot in die Verteidigung einbezogen hatte.
- Von Héricourt bis zur Südwestspitze des Bois du Mont Dannin befanden sich die Truppen des Oberst Knappe von Knappstädt (25. Regiment (Oberst von Loos) und 2. ostpreußisches Landwehr-Regiment mit 7 Bataillone, 2 Schwadronen und 4 Batterien)
- Als Reserve hinter Héricourt standen 5 badische Bataillone mit 2 Schwadronen und 5 Batterien auf den Höhen westlich von Brévilliers hinter den dort postierten schweren Geschützen, dahinter auf den Höhen nördlich des Dorfes das Dragoner-Regiment Nr. 21. Das Regiment Nr. 112 mit einer Batterie stand an der großen Straße Brévilliers-Héricourt.
- Die Korps-Reserve unter der Leitung des Generals von Glümer (3 Bataillone und 1 Schwadron der badischen 1. Infanterie-Brigade) konzentrierte hinter der Stellung von La Grange Dame und bei Chatenois, weitere 3 Reserve-Bataillone standen südöstlich von Brévilliers.
- Die ostpreußische Landwehr-Brigade unter Oberst Robert von Zimmermann (1. und 3. ostpreußisches Landwehr-Regiment mit 8 Bataillone, 2 Schwadronen und 2 Batterien)  hielt an der Südwestspitze des Bois du Mont Dannin bis Montbéliard. Das Landwehr-Detachment des General Kolmar von Debschitz (8 Bataillone, 2 Schwadronen, 2 Batterien) besetzte den südlichen Abschnitt von Sochaux bis Delle an der Allaine und bildete den äußersten linken Flügel.

## Schlacht an der Lisaine

### 15. Januar
Am 15. Januar bei morgendlichen Temperaturen um minus 14 Grad, begann der Kampf der Vorposten vor der befestigten Linie. Durch die schwierigen Wegverhältnisse konnten die Franzosen nicht sofort ihre zahlenmäßige Überlegenheit nutzen. An diesem Tag wurden die deutschen Vorposten auf die Hauptlinie zurückgedrängt, befanden sich dort aber auch unter dem Schutz der eigenen Artillerie. Die Avantgarde der 3. Division (General Peytavin) und die Brigade Questel des XV. Korps griff die Vorposten des ostpreußischen Bataillons Lötzen an. Gegen 13 Uhr folgte das frontale Vordringen der gesamten 1. Brigade (Colonel de Formy de la Blanchetée) der 3. Division und der Angriff der 1. Brigade (General Minot) der 1. Division aus dem Raum Allondans gegen den Mont Chevis Ferme. Gegen 15 Uhr musste die stark bedrängte Landwehr-Brigade Zimmermann, soweit sie zwischen der Allaine und Lisaine konzentriert war, auf die jenseitige Höhenposition von La Grange Dame zurückweichen. Um 16 Uhr erfolgte die Räumung von Montbéliard, eine Brigade der 3. Division rückte in die Stadt ein, nur das Schloß Montbéliard blieb in preußischer Hand.
Die 1. Division (General Feillet-Pilatrie) des XVIII. Korps rückte derweil mit der Brigade Leclaire auf Couthenans und mit der 2. Brigade (Colonel de Robert) auf Luze vor. Der dortige Kampf endete für die preußische Landwehr erfolgreich, obwohl sie dort nur 5 Kompagnien und 3 weitere in Courcelles entwickeln konnte. Von 15 bis 17 Uhr erfolgten gleichzeitig stärkere Angriffe gegen die deutschen Hauptstellungen bei Bethoncourt, Bussurel und Héricourt. Die 3. Division (General Bonnet) griff mit der 2. Brigade (Lt. Col. Brémens) am Saume des Bois de la Vacherie an, während die 1. Brigade (Colonel Goury) durch das Bois de Nan gegen Chagey angriff. Drei aufeinander folgende Angriffsversuche der Truppen der 2. Division (General Thibaudin) des französischen XXIV. Korps auf Bussurel scheiterten. Die französischen Frontalangriffe auf das deutsche Zentrum konnte die Lisaine nicht überschreiten.

### 16. Januar
Am 16. Januar versuchte General Bourbaki mit der Division Crémer eine Umfassung des deutschen rechten Flügels, um die von Frahier über Châlonvillars und Essert nach Belfort führende Straße zu erreichen. Der rechte deutsche Flügel wurde gebildet von drei badischen Bataillonen mit drei Batterien unter Generalmajor Degenfeld, die unmittelbar vor der Schlacht herbeigeführt worden waren. Diese Umfassung war aber zu kurz angesetzt. Auf Grund ihrer zahlenmäßigen Überlegenheit gelang es hier nach einem Kampf von rund zehn Stunden, die Ortschaft Chenebier einzunehmen und den schwachen deutschen Flügel bis kurz vor Châlonvillars zurückzudrängen. Die Einnahme von Châlonvillars gelang jedoch nicht. Gleichzeitig erfolgten an diesem Tag auch französische Angriffe an den anderen Abschnitten. Die erhebliche Ausdehnung der deutschen Stellungen führte dazu, dass General Bourbaki die Stärke seiner Gegner falsch einschätzte und entsprechend vorsichtig vorging.
In der Nacht vom 16. auf den 17. Januar verlagerte sich der Schwerpunkt des Angriffs wieder zum Zentrum. Ein Versuch, den Erfolg bei Chenebier auszunutzen und auszubauen, erfolgte nicht. Stattdessen ging hier die badische Brigade Keller ab ca. 4 Uhr morgens zum Gegenangriff über und konnte in den Ort Chenebier eindringen, 400 Gefangene machen und Ausrüstung erobern. Da der Ort selbst nicht zu halten war, bezogen die Badener eine Stellung zwischen Chenebier und Frahier, wo sie alle weiteren Angriffe abwehren konnten.

### 17. Januar
Am 17. Januar erfolgte ein Gegenangriff der Badener auf das am Vortag an die Division Cremer verlorene Dorf Chenebier. Generalmajor Keller bildete zwei Angriffskolonnen, die rechte Kolonne bestand aus Teilen des 67. und 113. Regimentes und dem Bataillon Eupen, die linke Kolonne wurde durch das 112. Regiment gebildet und sollte gegen Courchamp vorgehen. Die Franzosen hatten keinen Angriff erwartet und wurden überrascht, der untere Teil von Chenebier wurde rasch zurückerobert.
Es fanden zwar an allen Abschnitten auch weitere französische Angriffe statt, aber es machte sich bei den letzten Angriffen die völlige Erschöpfung der französischen Soldaten bemerkbar. Durch den Misserfolg des trotz Übermacht nicht gelungenen Durchbruchs, die Kälte und die mangelhafte Verpflegung waren die Verbände demoralisiert. Bourbaki musste sich zum Rückzug entschließen, auch weil er von der Annäherung der neu formierten deutschen Südarmee Nachricht erhalten hatte.

## Rückzug und Verfolgung

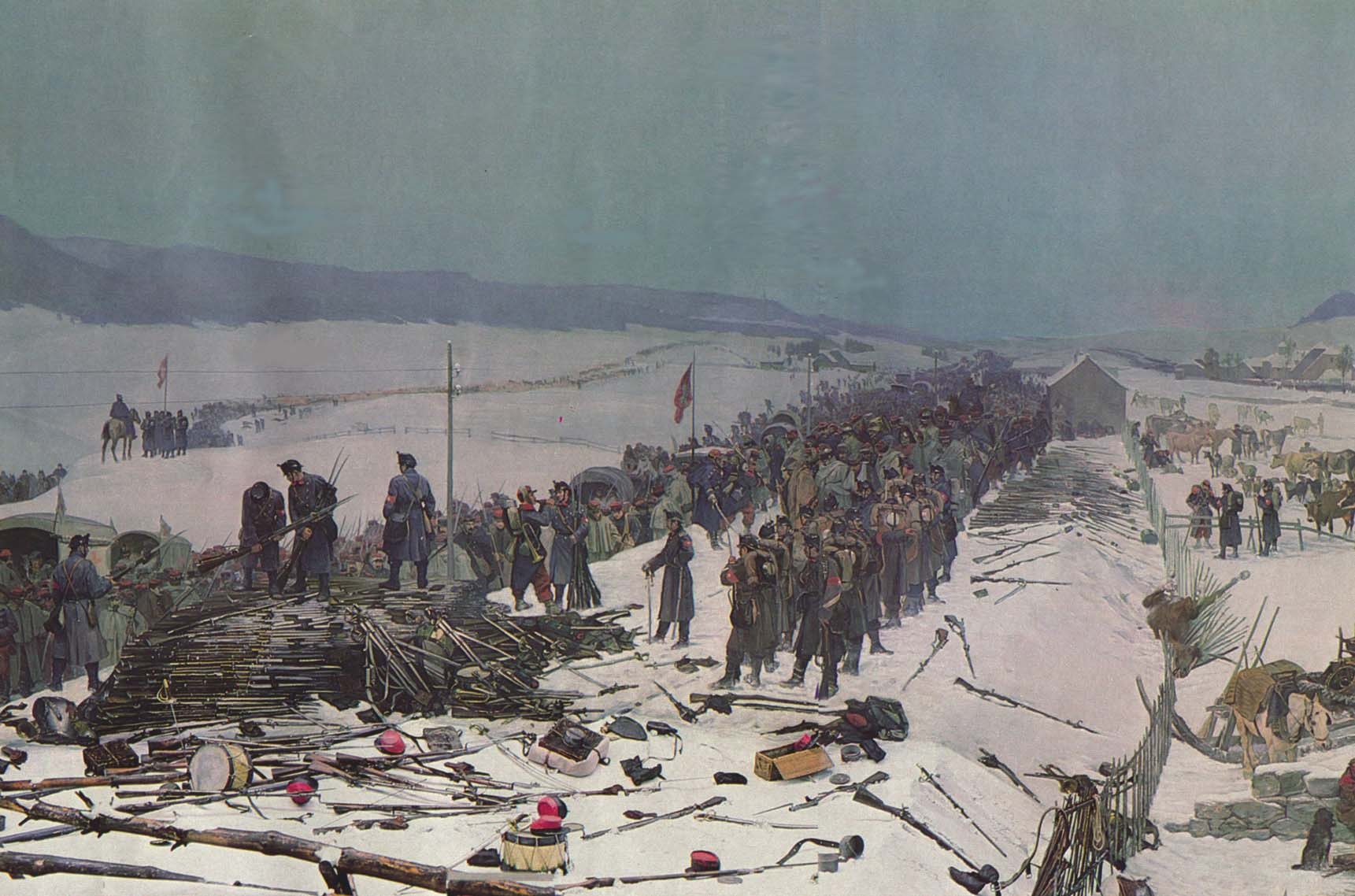
Entwaffnung der französischen Truppen in der Schweiz, Darstellung im Bourbaki-Panorama in Luzern

Der Rückzug begann bereits am Abend des 17. Januar. Eine Nachhut als Sicherung blieb bis zum Abend des 18. Januar in den Stellungen. Die Verfolgung der französischen Truppen durch General von Werder begann am 19. Januar.
Der geplante Rückzug in Richtung Lyon war für General Bourbaki nicht mehr möglich. Die Täler des Jura in Richtung Lyon waren bereits von der neu gebildeten Südarmee mit dem II. und VII. Korps unter dem Kommando des General von Manteuffel mit 60.000 Mann und 168 Geschützen besetzt worden.
Die Reste der Ostarmee hatten somit nur noch die Wahl einer Schlacht gegen zahlenmäßig starke, ausgeruhte, erfahrene und gut ausgerüstete deutsche Verbände, was für die völlig erschöpften und desorganisierten Truppen zu einer Katastrophe geführt hätte, und dem Übergang in die Schweiz, um das Leben zu retten. Am 26. Januar unternahm Bourbaki, nachdem er von Freycinet telegrafisch am 25. für das Scheitern allein verantwortlich gemacht worden war, einen Selbstmordversuch und wurde durch General Justin Clinchant ersetzt. Den deutschen Verbänden von Manteuffel und von Werder gelang es, ab dem 26. Januar die Ostarmee bei Pontarlier an der Schweizer Grenze einzuschließen.
Am 29. Januar gegen 17 Uhr erhielt Clinchant Kenntnis vom Abschluss eines Waffenstillstands einen Tag zuvor. Da Jules Favre in seinem Telegramm an die Regierungsdelegation in Bordeaux die von der Regelung für Paris abweichenden Regelungen für die Provinz im Allgemeinen und für das Gebiet der Ostarmee im Besonderen unterschlagen hatte, glaubte General Clinchant, Zeit zu haben, während die Führer der Einschließungstruppen, aus Versailles korrekt informiert, die letzten beiden verbliebenen möglichen Fluchtwege über Foncine-le-Bas und Saint-Laurent-en-Grandvaux blockierten. Daher musste er am 1. Februar gegen 3 Uhr morgens beim schweizerischen General Herzog den Vertrag von Les Verrières zum Übergang seiner Soldaten in die Schweiz unterzeichnen.
Vom 1. bis 3. Februar 1871 gingen ca. 87.000 Soldaten mit 12.000 Pferden über die Grenze und wurden vertragsgemäß in der Schweiz interniert, die restlichen Soldaten waren in den vergangenen Tagen desertiert und versuchten, sich auf eigene Faust durchzuschlagen.

## Folgen
Nach dieser Schlacht und der Ausschaltung der Ostarmee gab es keine Hoffnung mehr auf einen Entsatz der belagerten Festung von Belfort, die zwar noch weiter Widerstand leistete, aber am 16. Februar 1871 kapitulieren musste.
Die koordinierten Versuche französischer Verbände im Winter 1870/1871, die Initiative zurückzugewinnen, waren gescheitert. Die Ausfälle von Paris in der Schlacht bei Buzenval hatten ebenso wenig Erfolg gebracht, wie die Angriffe aus dem Norden in der Schlacht bei Saint-Quentin und Westen bei Le Mans. Diese Serie von Fehlschlägen hatte neben der militärischen auch eine erhebliche demoralisierende Wirkung auf die französische Bevölkerung.
Nach der Schlacht an der Lisaine war ein Waffenstillstand ausgehandelt worden, der aber die Gebiete in Ostfrankreich ausdrücklich ausnahm, so dass die Verfolgung und anschließende Ausschaltung der Ostarmee durch die deutschen Verbände rechtlich zulässig blieb.